# Échiquier de Saint Louis
L'échiquier dit de Saint Louis est un ensemble de pièces d'échecs taillées pour moitié en cristal de roche (les pièces blanches) et pour moitié en quartz enfumé (les pièces noires) et d'un tablier de trente-deux plaques carrées de cristal de roche alternant avec trente-deux autres de quartz fumé, toutes enserrées dans des baguettes d'argent datant de la fin XVe siècle.
Conservé initialement dans la collection de la Couronne, il est à présent exposé au premier étage de l'aile Richelieu dans le "Corridor de Valence" (salle 505) du musée du Louvre à Paris, en France,.

## Description
Les pièces du jeu, qui ne sont pas forcément celles d'origine, sont taillées dans des blocs de cristal de roche (les pièces blanches) et de quartz enfumé (les pièces noires) puis montées en argent doré sur une base à pans hexagonale. Une pièce est manquante, la Dame noire,.
Le tablier est composé de trente-deux plaques carrées de cristal de roche alternant avec trente-deux autres de quartz enfumé, toutes enserrées dans des baguettes d'argent. 
Sous chaque plaque de cristal de roche se trouve un paillon (feuille de métal réfléchissante) d'argent orné d'une fleur aux pétales d'émail rouge et aux feuilles d'émail vert. De même, sous chaque plaque de quartz enfumé se trouve un paillon noir orné d'une fleur en argent doré aux feuilles d'argent.
Autour des soixante-quatre cases centrales de l'échiquier se trouvent 8 compartiments recouverts de plaques de cristal de roche à l'intérieur desquels sont placés de petites figurines, civiles ou militaires, réalisées en buis, assises, debout ou à cheval, peintes en rouge ou en bleu.  Les figures militaires représentent des soldats germaniques de la fin du XVe siècle et pourraient avoir été réalisées en Allemagne du Sud à cette époque.
Sur deux des côtés, ces personnages occupent les cases d'un échiquier partiel de 16 cases en métal blanc et noir. Sur les deux autres côtés, ils reposent sur un décor végétal et semblent se tenir dans une forêt. Les 8 compartiments sont encadrés de bouquets de fleurs d'argent.
En 1791, les flancs du tablier étaient recouverts d'un décor en cuivre doré sur fond d'émail bleu. Aujourd'hui, ils sont plaqués d'une frise de rinceaux (arabesques végétaux) en argent estampé réalisée au XIXe siècle.
Les angles du tablier reposent sur les têtes et les ailes de chérubins joufflus en bronze doré du XVIIe siècle qui pourraient être des réalisations italiennes et qui ornent l'échiquier depuis le XVIIIe siècle.

## Historique
L'existence de cet échiquier est évoquée pour la première fois dans l'inventaire des collections de Gabrielle d'Estrées, la maîtresse et favorite d’Henri IV de 1591 jusqu'à sa mort.
Puis il est mentionné sous le numéro 31 dans la collection de gemmes du roi Louis XIV.
Finalement, Louis XVIII en fit don à son valet de chambre Armand Thierry de Ville-d'Avray (le fils de Marc-Antoine Thierry de Ville-d'Avray le valet de chambre du roi Louis XVI) à la suite de la perte d'une des pièces de l'échiquier.
Il est peu probable que cet échiquier ait jamais appartenu au roi Louis IX, communément appelé Saint Louis, dans la mesure où les figurines présentes dans les compartiments recouverts de cristal représentent des soldats de la fin du  XVe siècle, un élément de datation conforme à la première mention écrite de cette pièce dans l'inventaire des collections de Gabrielle d'Estrées, la maîtresse et favorite d’Henri IV.
De plus, le roi Saint Louis est connu pour avoir, de son vivant, interdit le jeu d'échecs à cause des violences physiques qu'il provoquait chez les mauvais perdants qui fracassaient parfois le crâne de leur adversaire victorieux avec le tablier de marbre.